# Diego Verdugo
Diego Verdugo de Santos (Humanes, baut. 9 de diciembre de 1641 – Madrid, 1717) fue un compositor y maestro de capilla español.

## Vida
Nació el 9 de diciembre de 1641 en Humanes, actualmente en la provincia de Guadalajara, en aquel momento perteneciente a la archidiócesis de Toledo. Sus padres fueron Diego Verdugo y María de Santos, y tanto ellos como los cuatro abuelos eran naturales de Humanes, a excepción de la abuela materna, que procedía de Cogolludo. No hay noticias de hermanos.

En el lugar de humanes a nnuebe días del mes de diciembre, de mil y seiscientos y quarenta y un años, yo el licenciado Pedro Sanz Rossales cura propio de la dicha parroquia bautissé a diego ijo de diego Berdugo y María de Santos sus Padres [...]
Copia de la partida bautismal, 27 de mayo de 1666

Permaneció en Humanes hasta los diez u once años, cuando parece haber partido hacia Madrid para vivir con un tío suyo. Es probable que hacia 1652-1653 ingresara en un seminario, donde probablemente se descubrió su voz. En consecuencia pasó a ser cantor en la Capilla Real, durante el magisterio de Carlos Patiño.

A Diego Berdugo, cantorcico del Colegio de la Capilla Real hizo merced su Magestad de una plaça ordinaria por la casa de Borgoña, con el goce desde 17 de abril de 1664, y la mesada está prevenida para su desquento.

### Maestría en Santiago de Compostela
En 1665 la Catedral de Santiago de Compostela estaba teniendo problemas para conseguir un nuevo maestro de capilla y el cabildo escribió a los señores capitulares «que se allan en la villa de Madrid busquen la persona que más convenga para el servicio de dicho magisterio». Parece que se interesaron por Tomás Micieces «padre» que se encontraba en las Descalzas Reales de Madrid en ese momento. El 26 de noviembre de 1665 el canónigo Juan Riquelme de la Barra escribió desde Madrid que «queda quenta tener ajustado con Don Diego berdugo para que venga a serbir el maxisterio de capilla». Le contestaron que «venga quanto antes fuere posible» y que le darían 500 ducados como ayuda para el viaje.

Los dichos señores, habiendo praticado en razón de avisos con que se hallan en orden a que venga maestre de capilla que sirva la plaza desta santa iglesia, acordaron se escriba a los señores don Juan de Astorga, cardenal Riquelme y canónigo Verdugo confieran la venida con el de la capilla real de las descalzas de Madrid, y queriendo venir, el Cabildo le dará la ayuda de costa y hará con él las conveniencias que convengan, y en defeto hagan se ajusten los demás que hubiere y él creyere más a propósito, contraten con él su venida, según a lo que en razón desto está acordado

Así, con 23 años, fue nombrado maestro de Santiago, pero hubo problemas, porque en marzo de 1666 Verdugo solicitaba otra ayuda «por quenta del salario que tiene por ser tal maestre de capilla [...] para las pruebas del señor informante que avia de yr hacer las de su limpieza que faltase», que el cabildo le denegó. Finalmente Verdugo llegó a Santiago poco después, probablemente ya con las órdenes menores.
En Santiago sólo se conserva un motete y una secuencia. También se sabe que fundó una cofradía bajo la advocación de la Virgen de la Soledad y las Animas Benditas, para asegurar el sufragio a los músicos y ministriles de la catedral.

### Maestría en Salamanca
Tras el fallecimiento de Juan de Torres Rocha el 6 de agosto de 1679, el magisterio de la Catedral de Salamanca y la Cátedra de Música de la Universidad de Salamanca quedó vacante. Era uno de los cargos más prestigiosos de la Península en el siglo XVII y uno de los mejor pagados. Verdugo se puso en contacto con el cabildo salmantino y les ofreció sus servicios. El cabildo de Santiago trató sin éxito de mantener al maestro, que partió hacia Salamanca para negociar las condiciones de los cargos. Es posible de que las oposiciones que tuvo que aprobar fuesen exigentes, pero el caso es que el 3 de junio de 1680 se le nombraba para el cargo.

[...] le mando que entrase y estando el aspirante de Rodillas ante el señor vice Dean Su señoria en nombre del cabildo como es estilo y costumbre por imposicion de una sobrepelliz que le puso le hizo gracia de la Media Racion y Maxisterio de capilla que estaba vacante en esta Santa Yglesia [...]
Actas capitulares de la Catedral de Salamanca, 3 de junio de 1680

Ese mismo día el cabildo envió dos miembros, Don Diego de la Cueva y Don Pedro Castelvi, a la universidad para que nombrasen a Verdugo a la cátedra de música de la Universidad de Salamanca:

El cavildo havia puesto en manos de la Universidad el Magiterio para que la Universidad dispusiese como gustase de uno y otro y que si presenta a la Universidad a Don Diego Berdugo Presvitero sujeto de grandes prendas de los mayores Maestros de Capilla de España que la Universidad se sirva de en la Provision de la catedra [...]
Actas de los claustros y juntas de la universidad, 28 de junio de 1680

Finalmente consiguió la cátedra el 5 de julio de 1680.

[...] el dicho Don Diego Berdugo a sido Maestro de las Primeras Catedrales de España. Y hombre eminente en su facultad se le de la dicha Catedra sin examen alguno y se cometio a el Claustro de Señor Rector y Consiliarios el darle la colación y posesión de ella [...]
Actas de los claustros y juntas de la universidad, 5 de julio de 1680

Tras una solicitud del maestro Verdugo, la Universidad decidió entregarle el título de licenciado y Maestro en Artes, de acuerdo con su posición de catedrático. Su actividad compositores en Salamanca no debió ser demasiado intensa, ya que solo se conservan tres obras: un motete, una antífona (Ave Regina caelorum) y un villancico.

### Maestría en la Capilla Real
En 1684 Verdugo realizó un primer viaje a Madrid, con ocasión del cual el cabildo de Salamanca recibió una carta del maestro de Zaragoza, Diego de Cáseda y Zaldívar, ofreciéndose a sí mismo o a su hijo, José de Cáseda, para la maestría:

[...] hubo una carta que se leyo del Maestro de capilla de Zaragoza en que ofrece su persona, o, la de un hijo suyo para el ministerio en esta por estar entendido que el señor Maestro de aca esta Recivido en la capilla Real. A la qual por quanto hasta ahora no se save ni el dicho. Aunque fue a Madrid sea despedido del cabildo suspendio la Respuesta
Actas capitulares de la Catedral de Salamanca, 3 de noviembre de 1684

A pesar de marcharse sin dar explicaciones, el cabildo mantiene en el cargo a Verdugo. Mientras tanto en Madrid, Verdugo inició contactos con la corte, cuya maestría se encontraba vacante tras el fallecimiento de Cristóbal Galán. Sin embargo, tras comprobar lo mal retribuido que estaba el cargo, decidió regresar a Salamanca, donde permanecería los siguientes siete años.

También me detiene noticias que he tenido de esa corte de lo atrasadas que andan las pagas y estimación de los capellanes y demás ministros de la real capilla, pues hoy tuve aviso cierto de que el maestro Galán -que goce de Dios- havía muerto de pesadumbre de ver su poca estimazión y mucha pobreza que le obligava a empeñar sus alhaxas para comer, cosa que me llega al corazón.

En 1691 y con el pretexto de viajar a la Peña de Francia partió hacia Madrid, probablemente llamado por Carlos II o por Ramos del Manzano, conde de Francos, maestro del rey. Tras bastantes días sin acudir a sus obligaciones, el 4 de julio de 1691 el cabildo decidió «que fuese servido para escusar otro dia semejantes casos que en todo se arreglava a su voluntad». Es decir, decidieron esperar a que el maestro regresase.
El 13 de julio de 1691 fue nombrado maestro de capilla de la Capilla Real de Madrid, por lo que el cabildo de Salamanca da por perdido el maestro.

[...] este cabildo manifestado como la absencia de el señor Maestro de capilla Don Diego Verdugo se avia descubierto ser ya de todo punto por haverse quedado recivido en Madrid aunque por su parte no se ha dado aviso [...]
Actas capitulares de la Catedral de Salamanca, 23 de julio de 1691

El maestro se disculpó con el cabildo salmantino por carta:

Leyose carta de El Maestro Don Diego Verdugo que lo fue de la capilla de esta santa Yglesia dando quenta de como su Magestad (Dios le guarde) le ha mandado asistir a su capilla y disculpándose de no lo haver executado antes por estar con esperanza de tornar a servir a esta santa Yglesia la qual se le ha frustrado por el precepto Real y asi pide perdón de sus faltas y se despide de el cabildo [...]
Actas capitulares de la Catedral de Salamanca, 13 de agosto 1691

Sin embargo Verdugo mantuvo el cargo de catedrático de Música de la Universidad de Salamanca, lo que dificultó la búsqueda de sucesores en la Catedral, ya que los pretendientes buscaban ambos cargos: «por particular se les dé a entender el que la Cáthedra de la Universidad (si es lo que les obliga) por ahora pareze que a instancia de su Magestad se le mantendrá al que la tenía». En consecuencia, el cargo permaneció vacante hasta el 31 de julio de 1692, fecha en la que Francisco Zubieta tomó posesión del cargo.
La situación económica de la Capilla Real seguía siendo difícil, ya que las nóminas de los músicos y cantores llevaba muchos atrasos acumulados. Tras la llegada de Felipe V y la nueva dinastía Borbón, se reformó la Capilla Real y Verdugo fue obligado a jubilarse anticipadamente en 1701, siendo sustituido por Sebastián Durón. El maestro de capilla de Salamanca en ese momento, Tomás Micieces, el Menor pudo conseguir finalmente la cátedra de Música de la Universidad.

## Obra
A pesar de las pocas composiciones que se han conservado, debió tener un gran prestigio en su época. Además de las obras mencionadas en los archivos de las catedrales de Santiago y Salamanca, se conservan obras suyas en las catedrales de Valladolid y Palencia, además de la Biblioteca de Calatuña.